# Хроника объявленной смерти
«Хроника объявленной смерти» (исп. Crónica de una muerte anunciada) — повесть колумбийского писателя Габриэля Гарсии Маркеса, написанная в 1981 году; новаторская по форме, она повествует об убийстве 21-летнего Сантьяго Назара близнецами Пабло и Педро Викарио. Историю рассказывает лучший друг Сантьяго, вернувшийся в маленький городок несколько лет спустя, чтобы наконец-то разузнать, почему же никто не предупредил Сантьяго о его спланированной будущей смерти.
История написана в псевдо-журналистском стиле.
В другом русском переводе повесть известна как «История одной смерти, о которой все знали заранее».

## Сюжет
Судьба, которой нельзя избежать.
Рок, который преобладает над человеческой жизнью.
Убийство, которое не должно было случиться, но случилось.
Маленький городок становится подмостками большой трагедии.
Человек обречён на смерть — и все вокруг знают, что ему предстоит умереть.
Никто не хочет этой смерти — и, прежде всего, сами будущие убийцы. Они делают всё, чтобы их остановили. Но ход событий уже не повернуть вспять.

## Экранизации
- По мотивам повести снят одноименный фильм Франческо Рози (1986)